# كونيهيكو كوديرا
كونيهيكو كوديرا (باليابانية: 小平 邦彦) هو عالم رياضيات ياباني ولد في 16 مارس 1915 في طوكيو، اليابان وتوفي في 26 يوليو 1997 (عن عمر ناهز 82 عاما)، اشتهر بعمله على هندسة جبرية حائز على جائزة وسام فيلدز.

## وصلات خارجية
- الموقع الرسمي لجائزة وسام فيلدز